# Українське мистецьке об'єднання
Украї́нське мисте́цьке об'є́днання (УМО) — мистецька організація, що діяла у 1929–1931 роках у Києві та об'єднувала мистців-реалістів старшого покоління, які вийшли з Асоціації художників Червоної України. Гасло організації — «Мистецтво в маси».
До складу організації входили:
- Кричевський Федір Григорович;
- Трохименко Карпо Дем'янович;
- Їжакевич Іван Сидорович;
- Козик Михайло Якимович;
- Коновалюк Федір Зотикович;
- Коровчинський Віктор Мусійович;
- Світлицький Григорій Петрович;
- Сиротенко Олександр Іванович;
- Хворостецький Іван Федорович;
- Шульга Іван Миколайович.

УМО було критиковане членами Асоціації революційного мистецтва України і Асоціації художників Червоної України за назадництво й реакційність.